# Chenonettini
Chenonettini – plemię ptaków z podrodziny kaczek (Anatinae) w obrębie rodziny kaczkowatych (Anatidae). 

## Rozmieszczenie geograficzne
Plemię obejmuje ptaki występujące w Afryce, Azji, Australii i na Nowej Zelandii.

## Podział systematyczny
Do plemienia należą następujące rodzaje:
- Hymenolaimus G.R. Gray, 1843 – jedynym przedstawicielem jest Hymenolaimus malacorhynchos (J.F. Gmelin, 1789) – krzywonos
- Sarkidiornis Eyton, 1838
- Chenonetta von Brandt, 1836